# 中村なぎさ
中村 なぎさ（なかむら なぎさ、8月8日 - ）は、福岡県と佐賀県を拠点に活動している日本のフリーアナウンサー。パインズ所属。

## 来歴
佐賀県出身。佐賀県立鹿島高等学校卒業。2001年4月にサガテレビ (sts) に入社し、2014年まで同局のアナウンサーを務めていた。在籍中にはアナウンス業務と並行して、記者、番組ディレクター、編成部の主任も務めていた。
入社年に『FNS27時間テレビ』でテレビデビューした後、2003年 - 2005年のFNSの日にサガテレビ代表として出演した。このうち、2004年放送の回には応援中継リポーターとして出演し、FNS全国一斉期末テストに参加した。
サガテレビを退社してからは、九州北部で日本朗読検定協会のプロフェッサーやこどもアナウンス発声協会の講師として活動している。また、2019年3月には男児を出産して2児の母になり、その翌月からはTVQ九州放送（テレQ）の番組にレギュラー出演している。

## 担当番組
- かちかちワイド（サガテレビ） - メインMC
- stsスピーク（サガテレビ）
- 月刊stsレポート（サガテレビ）
- めざましテレビ（フジテレビ） - 佐賀担当リポーター
- stsスーパーニュース（サガテレビ） - キャスター
- テレQニュース（テレQ、2019年4月 - ） - 日曜夕方のニュース担当[2]